# Nagy palaui repülőkutya
A Nagy palaui repülőkutya (Pteropus pilosus) az emlősök (Mammalia) osztályába, azon belül a denevérek (Chiroptera) rendjébe és a nagy denevérek alrendjébe tartozó repülőkutyafélék (Pteropodidae) családjához tartozó, mára kihalt faj.

## Elterjedése
Őshonos volt Palaun.

## Megjelenése
Közepes méretű faj volt. Barna szőre nem volt túl hosszú, hasán a szőr ezüstös színű volt. Szárnyfesztávolsága nagyjából 60 cm.

## Kihalása
Valószínűleg 1874-re halt ki. Kihalásának okai nem ismertek, de valószínűleg a vadászat és az élőhely pusztulása közrejátszhatott. Ismeretes két példány melyek közül az egyik a londoni Natural History Museum-ban van.

## Fordítás
- Ez a szócikk részben vagy egészben  a   Large Palau Flying Fox című angol Wikipédia-szócikk ezen változatának fordításán alapul.  Az eredeti cikk szerkesztőit annak laptörténete sorolja fel. Ez a jelzés csupán a megfogalmazás eredetét és a szerzői jogokat jelzi, nem szolgál a cikkben szereplő információk forrásmegjelöléseként.